# Daşdəmirbəyli
Daşdəmirbəyli è un comune dell'Azerbaigian situato nel distretto di Ağsu. Conta una popolazione di 915 abitanti.